# Metathelypteris glandulosa
Metathelypteris glandulosa là một loài thực vật có mạch trong họ Thelypteridaceae. Loài này được H.G. Zhou & Hua Li mô tả khoa học đầu tiên năm 1992.